# Copa Cidade Canção de Ciclismo de 2013
A Copa Cidade Canção de Ciclismo de 2013 foi a 13ª edição da Copa Cidade Canção de Ciclismo, realizada no dia 26 de maio de 2013. A competição foi um evento de classe 3 no Calendário Brasileiro de Ciclismo. A prova foi realizada em um circuito de 3,2 quilômetros em volta do Parque do Ingá, uma das atrações turísticas de Maringá.
A prova da elite masculina percorreu 20 voltas no circuito, totalizando 64 quilômetros. Houve várias tentativas de fuga, mas o pelotão neutralizou todas e a chegada foi em um sprint final, vencido por Kléber Ramos à frente de dois ex-campeões da prova, Daniel Rogelin (vencedor em 2006) e Nilceu dos Santos (vencedor em 2011).  Já a elite feminina percorreu 10 voltas no circuito, em um total de 32 quilômetros. Giovana Cruz Corsi e Cristiane Pereira criaram uma fuga e chegaram escapadas do pelotão, disputando a vitória entre si no sprint, no qual Giovana foi a mais rápida e conquistou a vitória.

## Equipes
Na categoria elite masculino, a competição reuniu mais de 20 equipes, em um total de 73 atletas. Entretanto, alguns atletas competiram avulsos ou representando suas equipes sozinhos. Cada equipe podia inscrever até 10 ciclistas. Onze equipes participaram na competição com 3 ou mais atletas:
| Clube DataRo de Ciclismo - Cascavel Clube Maringaense de Ciclismo São Francisco Saúde - Powerade - Botafogo - Ribeirão Preto Ironage - Colner - Penks - Sorocaba FW Engenharia - Amazonas Bike - Prefeitura de Madalena São Lucas Saúde - Giant - Americana Pastorinho - Liane Alimentos - Presidente Prudente São Caetano do Sul - Vzan - DKS Bike - Maxxis Marília Smel - Foz do Iguaçu Equipe Ciclística Penapolense |

## Resultados

### Masculino
|    | Ciclista                | Equipe                                 | Tempo      |
| -- | ----------------------- | -------------------------------------- | ---------- |
| 1  | Kléber Ramos            | Clube DataRo de Ciclismo - Cascavel    | 1h 23' 34" |
| 2  | Daniel Rogelin          | São Francisco Saúde - Ribeirão Preto   | m.t.       |
| 3  | Nilceu dos Santos       | Liga de Ciclismo de Cascavel           | m.t.       |
| 4  | Gideoni Monteiro        | São Francisco Saúde - Ribeirão Preto   | m.t.       |
| 5  | João Marcelo Gaspar     | Ironage - Colner - Sorocaba            | m.t.       |
| 6  | Fabiano Mota            | FW Engenharia - Prefeitura de Madalena | m.t.       |
| 7  | Raphael Serpa           | São Lucas Saúde - Giant - Americana    | m.t.       |
| 8  | Michel Fernández García | São Francisco Saúde - Ribeirão Preto   | m.t.       |
| 9  | André Felipe do Prado   | Equipe Ciclística Penapolense          | m.t.       |
| 10 | Joel Candido Prado      | FW Engenharia - Prefeitura de Madalena | m.t.       |

### Feminino
|   | Ciclista                    | Equipe                    |
| - | --------------------------- | ------------------------- |
| 1 | Giovana Cruz Corsi          | Velo Seme - Rio Claro     |
| 2 | Cristiane Pereira           | Suzano - DSW Automotive   |
| 3 | Viviane Cristina Marques    | SMERL Araçatuba           |
| 4 | Viviane Lourenço dos Santos | Suzano - DSW Automotive   |
| 5 | Ana Paula Polegatch         | São Caetano do Sul - Vzan |

## Ligações Externas
- Clube Maringaense de Ciclismo
- Resultado Masculino Elite
- Resultados das demais categorias